# Balantiopteryx
Balantiopteryx är ett släkte av däggdjur som ingår i familjen frisvansade fladdermöss.

## Beskrivning
Dessa fladdermöss har en mörkbrun, rödbrun eller gråbrun päls på ryggen och framsidan är ljusare. På pälsen förekommer inga mönster. De blir 48 till 55 mm långa (huvud och bål) och har en 12 till 21 mm lång svans. Vikten är 4 till 9 g. Liksom de flesta arter i samma familj har de en körtel på flygmembranen som omslutas av ett hudveck. Körteln ligger ungefär där över- och underarmen möts. Nosen är kort jämförd med andra medlemmar av familjen.
Arterna lever i Central- och norra Sydamerika från Mexiko till Ecuador. De lever i olika habitat och når i bergstrakter 1300 meter över havet. Individerna vilar i grottor eller under överhängande klippor, ofta nära vattenansamlingar. De är aktiva på natten och lämnar viloplatsen ofta vid början av skymningen. Balantiopteryx äter främst insekter.
Vid viloplatsen bildas kolonier med upp till 2000 medlemmar. Vanligen kan flockar av upp till 200 individer urskiljas som vilar tätare tillsammans. Honan är cirka 4,5 månader dräktig och sedan föds vanligen en unge. Den klamrar sig i början fast i moderns päls och senare lämnas den ensam vid viloplatsen när modern jagar. Ungefär nio månader efter födelsen slutar honan med digivning.
Skogsavverkningar är det största hotet mot dessa fladdermöss. Dessutom distraheras de ofta vid viloplatsen av människor som besöker grottor. IUCN listar Balantiopteryx infusca som starkt hotad (EN), Balantiopteryx io som sårbar (VU) och Balantiopteryx plicata som livskraftig (LC).

## Arter
Arter enligt Catalogue of Life och Wilson & Reeder (2005):
- Balantiopteryx infusca
- Balantiopteryx io
- Balantiopteryx plicata